# Токич, Нико
Нико Токич (сербохорв. Niko Tokić; 6 июля 1988, Загреб) — хорватский футболист, нападающий.

## Биография
Воспитанник клуба «Хрватски Драговоляц» (Загреб). Взрослую карьеру начинал в этом клубе, а также в других командах низших лиг Хорватии — «Самобор» и «Мославина».
Летом 2009 года перешёл в клуб высшего дивизиона «Карловац», в его составе дебютировал 8 августа 2009 года в матче против «Осиека». В августе 2010 года перешёл в «Шибеник». С сентября 2011 года выступал за «Вараждин», занявший последнее место и даже не доигравший до конца сезона 2011/12 из-за финансовых проблем. Осенью 2012 года играл за другого аутсайдера — «Цибалию». Всего в высшем дивизионе Хорватии сыграл 76 матчей и забил 7 голов.
В 2013 году перешёл в литовский клуб «Шяуляй», где провёл два сезона, сыграв 62 матча и забив 26 голов в чемпионате Литвы. В 2014 году стал лучшим бомбардиром чемпионата Литвы с 19 голами. Финалист Кубка Литвы 2012/13.
В начале 2015 года перешёл в клуб чемпионата Гонконга «Пегасус», подписав контракт на 18 месяцев, однако провёл в клубе только полгода. Третий призёр чемпионата Гонконга 2014/15. В сезоне 2015/16 выступал во втором дивизионе Хорватии за «Хрватски Драговоляц» и стал лучшим снайпером своего клуба с 6 голами. В мае 2016 года перешёл в клуб чемпионата Сингапура «Балестье Халса», был взят на замену другому хорватскому форварду — травмированному Роберту Перичичу. За неполный сезон забил 10 голов во всех турнирах, из них 4 — в чемпионате страны, а его клуб финишировал предпоследним.
В начале 2017 года вернулся на родину и несколько лет выступал за «Загреб», испытывавший финансовые трудности и опустившийся за это время из второго дивизиона в четвёртый.

## Достижения
- Финалист Кубка Литвы: 2012/13
- Лучший бомбардир чемпионата Литвы: 2014 (19 голов)
- Бронзовый призёр чемпионата Гонконга: 2014/15